# Короленко Лука Ваніфатійович
Лука Ваніфатійович Короленко (1901, село Торчиця, тепер Ставищенського району Київської області — ?) — український радянський партійний діяч, 2-й секретар Дрогобицького обкому КП(б)У, 1-й секретар Тернопільського міськкому КПУ.

## Біографія
Член ВКП(б) з 1925 року.
У 1937—1939 роках — інструктор Київського обласного комітету КП(б)У.
У липні 1939—1941 роках — завідувач сектору кадрів преси і видавництв відділу кадрів ЦК КП(б)У.
З жовтня 1941 року — у Червоній армії. У 1941—1942 роках — слухач Військово-політичної академії імені Леніна. У 1942—1943 роках — старший інструктор з друку відділення пропаганди і агітації Політичного відділу 40-ї армії. Учасник німецько-радянської війни.
У 1943 — липні 1944 року — завідувач сектору відділу кадрів ЦК КП(б)У.
У липні 1944 — листопаді 1947 року — секретар Дрогобицького обласного комітету КП(б)У з кадрів.
У листопаді (затв.) 1947 — 7 вересня 1950 року — 2-й секретар Дрогобицького обласного комітету КП(б)У.
У грудні 1950 — 26 жовтня 1963 року — 1-й секретар Тернопільського міського комітету КПУ.
Потім — на пенсії.

## Звання
- майор

## Нагороди
- орден Вітчизняної війни ІІ ст. (6.10.1943)
- орден Трудового Червоного Прапора (23.01.1948)
- ордени
- медаль «За перемогу над Німеччиною у Великій Вітчизняній війні 1941—1945 рр.» (1945)
- медаль «За доблесну працю у Великій Вітчизняній війні 1941—1945 рр.» (1945)
- медалі